# Clash by Night
Clash by Night (br: Só a Mulher Peca) é um filme americano de 1952, do gênero drama com alguns aspectos de film noir, dirigido por Fritz Lang.
O filme, lançado pela RKO Radio Pictures, teve seu roteiro escrito por Alfred Hayes, baseado na peça de mesmo nome escrita por Clifford Odets.
A produção é estrelada por Barbara Stanwyck, Paul Douglas, Robert Ryan, Marilyn Monroe e Keith Andes.
Durante as gravações, o agora famoso calendário com fotos de Marilyn nua veio à tona e os repórteres passaram a se aglomerar em volta e perseguir a atriz, criando uma considerável distração para os produtores do filme.

## Enredo
Mae Doyle (Barbara Stanwyck) retorna à sua cidade natal, a vila de pescadores de Monterey, Califórnia depois de dez anos na costa leste. Seu irmão pescador Joe (Keith Andes) não está particularmente feliz por vê-la, mas a aceita de volta à casa da família. Sua namorada Peggy (Marilyn Monroe) é mais acolhedora. Quando Joe pergunta a Mae sobre o homem rico que ela estava vendo, ela explica que ele era um político casado. Ele morreu e deixou-lhe algum dinheiro, mas sua mulher e parentes a levaram ao tribunal e ganharam.
Mae começa a namorar Jerry (Paul Douglas), um pescador de boa índole mas sem sofisticação que possui seu próprio barco. Mae despreza instantaneamente o amigo de Jerry, Earl Pfeiffer (Robert Ryan), um amargo e insatisfeito projecionista de cinema. O político, amante de Mae, tinha feito ela se sentir mais confiante sobre si mesma; em contraste, Earl tem uma baixa opinião sobre as mulheres em geral, e não faz nenhum esforço para escondê-la. Sua esposa é uma artista de vaudeville que frequentemente está viajando em turnê.
Earl, percebendo nela um familiar espírito inquieto, se sente atraído por Mae instantaneamente. Jerry, alheio à tensão entre os dois, logo pede a Mae para se casar com ele, apesar dela adverti-lo de que ela não serve para ele. Mae decide aceitar, mesmo embora ela não ame e nem mesmo respeite o seu futuro marido, por segurança e na esperança de que ela possa mudar.
Depois de ter um bebezinha com Jerry, Mae fica entediada e inquieta após um ano. Earl, agora divorciado, dá em cima de Mae. Ela resiste no começo, mas depois começa um caso com ele. O tio de Jerry, Vince (J. Carrol Naish), que guarda um rancor contra Mae, conta a seu sobrinho incrédulo sobre o caso dos dois. Quando Jerry confronta o casal, Mae admite que ela quer deixar Jerry para ficar com Earl.
Depois de algumas bebidas, e incitado por Vince, Jerry encontra e começa a estrangular Earl, até que Mae chega e interrompe a briga. Jerry vai embora, horrorizado com o que quase aconteceu. Quando Mae vai para casa para levar seu bebê embora, ela encontra o berço vazio. Earl tenta convencer Mae a partir com ele assim mesmo, sem o bebê, mas Mae não aceita isso. Após trocarem amargas recriminações, ela rompe com ele. Mae se arrepende e convence Jerry a aceitá-la de volta.

## Elenco
- Barbara Stanwyck como Mae Doyle D'Amato
- Paul Douglas como Jerry D'Amato
- Robert Ryan como Earl Pfeiffer
- Marilyn Monroe como Peggy
- Keith Andes como Joe Doyle
- Silvio Minciotti como Papa D'Amato
- J. Carrol Naish como Tio Vince

## Antecedentes
Clash by Night de Odets foi originalmente montada em 1941 como uma peça da Broadway neo-realista, com Tallulah Bankhead no papel de Stanwyck. Fritz Lang mudou o local de Staten Island para uma vila de pescadores na Califórnia, mas manteve intacta a opressiva atmosfera costeira.
O drama está estruturado em duas partes quase iguais e cada uma é quase um drama completo por si próprio. As duas partes são separadas pelo tempo de um ano. Cada seção começa com um olhar não-ficional e de documentário sobre a indústria da pesca, em Monterey, Califórnia. Em seguida, ela passa para a história. De certa forma, a película é dois filmes: cada um com cerca de uma hora de duração e amarrados juntos como um série.
O título do filme vem do poema de Matthew Arnold, "Dover Beach" (1851). Especificamente: É um lugar "onde exércitos ignorantes se enfrentam à noite."
Joan Crawford fora originalmente anunciada como a estrela do filme.

## Recepção

### Recepção crítica
Quando o filme primeiro estreou, a equipe da revista Variety foi dura com o filme, mas apreciou o trabalho de Barbara Stanwyck, escrevendo, "Clash by Night de Clifford Odets, apresentado na Broadway mais de uma década atrás, chega às telas em um drama de luxúria e paixão sem muito objetivo. Clash captura muito da monotonia de uma costeira cidade piscatória, pano de fundo da película, mas apenas ocasionalmente a sugerida intensidade da narrativa entra em cena... Barbara Stanwyck interpreta a itinerante que retorna com seu habitual ar desafiador e seu mau humor. Esta é uma de suas melhores performances. Robert Ryan interpreta o outro homem, que tem uma brutalidade sinistra, enquanto Marilyn Monroe é reduzida a um papel pequeno."
O crítico Sam Adams escreveu sobre o estilo de direção de Fritz Lang, "Restrição nunca foi o problema de Fritz Lang. De fato, sua versão de Clash by Night de Clifford Odets é exagerada beirando o camp... No reino selvagem de Clash, mulheres fortes só ficam satisfeitas com a ameaça da violência masculina: Após se casar com o robusto Paul Douglas, Stanwyck fica infalivelmente atraída pelo volátil odiador de mulheres interpretado por Ryan, enquanto a enlatadora de peixes Marilyn Monroe mostra a sua afeição pelo noivo Keith Andes golpeando-lhe no braço, um gesto que ele ameaça revidar com brutalidade. Lang encabeçou o mesmo tema dois anos depois em Human Desire ("Desejo Humano"), uma amostra semelhantemente pesada da natureza bestial do homem. Talvez Lang deveria ter ficado com o estilo de abertura extraordinário, quase em palavras, de Clash, que começa com cenas de gaivotas e focas e lentamente mistura os atores em seus habitats naturais."
O crítico Dennis Schwartz escreveu: "As performances são exageradamente teatrais mas cheias de emoção. Os artistas são capazes de trazer à tona as complexidades subjacentes de cada um de seus personagens enquanto eles lutam entre si, na esperança de não morrer de solidão ou de cinismo. Tudo sobre esses personagens e sua alienação parecia natural, algo que foi conseguido por Lang ao mostrá-los no trabalho, nunca cortando-os de todas as outras agruras pelas quais eles estavam passando. O ponto de Lang é mostrar o quão fácil é não ver os próprios erros, tão fácil quanto é vê-los em outra pessoa. Clash by Night brilhantemente diz como algumas pessoas solitárias saem de sua existência sombria, como se aquela escuridão fosse uma prisão onde o que importa é a sobrevivência a qualquer custo."
O site de críticas Rotten Tomatoes relatou que 92% dos críticos deram ao filme uma crítica positiva, com base em 11 comentários, marcando o filme como "Fresh" ("Fresco").

## Adaptações
Outra produção da peça de Odets foi dirigida por John Frankenheimer para a série televisiva Playhouse 90 em 13 de junho de 1957, com Kim Stanley no papel principal.